# Ansaldo A.120
L'Ansaldo A.120, també conegut com a Fiat A.120, ja que Fiat en va adquirir el disseny a Ansaldo, era un avió de reconeixement desenvolupat i construït a Itàlia durant la dècada de 1920.

## Disseny
Era un avió convencional, amb ales de tipus “para-sol” (un tipus d'ales molt similars als biplans, però que només comptaven amb una ala a la part superior de l'avió), amb un tren d'aterratge fixe a la part inferior de l'avió. El pilot i observador estaven situats en un tàndem de cabines obertes. El disseny estava basat en l'avió: les ales eren de l'Ansaldo A.115, i el cos de l'avió era de l'avió de caça Dewoitine D.1 que Ansaldo produïa sota llicència. Aquest avió va ser utilitzat en petites quantitats per la Força Aèria Italiana, i va ser exportat a les forces aèries d'Àustria, Lituània i els avions van estar en servei fins a l'ocupació per la Unió Soviètica d'aquests països. A Àustria s'hi van fabricar 6 versions modernitzades de l'A.120 (anomenades A.120 R) i es van importar 2 A.120 originals. Lituània va comprar 12 d'aquests avions. Aquest avió va estar en servei fins a 1940.

## Desenvolupament
Aquest avió va començar a ser produït en la dècada de 1920, i el seu primer vol va ser en 1925. S'hi van produir un total de 77 unitats (incloent prototips i avions de fabricació estrangera).

## Variants
- A.120 – Prototip amb un motor Lorraine 12Db (només s'hi van produir 2 unitats)
- A.120bis – Versió millorada amb el motor FIAT A.20
- A.120 Ady – La versió final de producció, la gran majoria comptava amb motors FIAT A.22 (s'hi van produir 57 unitats)
- A.120R – Versió austríaca del A.120, la qual comptava amb una cabina millorada per al pilot i observador, i un nou radiador (s'hi van construir 6 unitats)[3]

## Operadors
- Àustria, per la Força Aèria d'Àustria
- Regne d'Itàlia, per la Força Aèria Italiana
- Lituània, per la Força Aèria Lituana

## Especificacions (A.120 Ady)
Dades de http://www.comandosupremo.com/a120.html
Característiques generals
- Tripulació: 2, pilot i observador
- Longitud: 8,6 m
- Envergadura: 12,8 m
- Alçada: 2,8 m
- Pes buit: 960 kg
- Pes carregat: 1.420 kg
- Pes màxim d'enlairament: FIAT A.22
- Motors: 1×  Motor de pistons ,

 Rendiment 
- Velocitat màxima: 254 km/h
- Velocitat de creuer: 216 km/h
- Abast: 7 hores de vol
- Sostre de servei: 7.000 m

Armament

- Metralladores: 1 o 2 metralladores fixes de tir frontal de 7,7 mm i una metralladora de 7,7 mm mòbil en la posició de l'observador per al tir per la part posterior de l'avió
- Bombes: Alguna bomba lleugera